# Варзі-Ятчинське сільське поселення
Варзі́-Ятчи́нське сільське поселення — колишнє муніципальне утворення в складі Алнаського району Удмуртії, Росія. Адміністративний центр — село Варзі-Ятчі.
Розформоване 9 травня 2021 року законом Удмуртської Республіки за 23 квітня 2021 року № 27-РЗ через переформування муніципального району на муніципальний округ.

## Населення
Населення — 1875 осіб (2018; 1884 у 2015; 1920 у 2012, 1951 у 2010, 2093 у 2002).

## Склад
До складу поселення входять такі населені пункти:
| Населений пункт                 | Населення, осіб (2002) | Населення, осіб (2010) | Населення, осіб (2012) |
| ------------------------------- | ---------------------- | ---------------------- | ---------------------- |
| Арбайка, присілок               | 89                     | 91                     | 85                     |
| Варзі-Ятчі, село                | 684                    | 974                    | 966                    |
| Варзі-Ятчинський курорт, селище | 358                    | -                      | -                      |
| Лялі, присілок                  | 498                    | 461                    | 457                    |
| Руський Вішур, присілок         | 0                      | 0                      | 0                      |
| Шадрасак-Кіб'я, присілок        | 212                    | 184                    | 172                    |
| Юм'яшур, присілок               | 252                    | 241                    | 240                    |

25 жовтня 2004 року селище Варзі-Ятчинський курорт було приєднано до складу села Варзі-Ятчи.

## Господарство
В поселенні діють середня (Варзі-Ятчі) та 3 початкові (Лялі, Шадрасак-Кіб'я, Юм'яшур) школи, 3 садочки (Варзі-Ятчі, Лялі, Юм'яшур), 2 бібліотеки, 4 клуби, лікарня та 3 фельдшерсько-акушерських пункти.